# Фистулектомија
Фистулектомија је хируршка процедура у којој се фистула уклања заједно са околним ткивом. Она се најчешће примењује у случајевима када је фистула сложена или када су се претходни третмани показали неуспешним.

## Опште информације
У поређењу са другим процедуралним опцијама лечења фистула као што је фистулотомије,  фистула се отвара (не покрива) и не укања потпуно већ се поставља гумене трака која се провлачи кроз канал и оставља после операције да  омогућава дренажу фистуле, фистулектомије се сматрају радикалнијим приступом.
Код ове методе треба имати у виду да потпуно уклањање фистуле, до у здраво ткиво, може оштетити оближње структуре 
У пракси, фистулектомију првенствено спроводе колоректални хирурзи за лечење аноректалних фистула, пошто се фистуле обично појављују у аноректалном региону.  Како се након ове методе  могу компромитовати пацијентов анални сфинктер, због пресецања мишића, могућа је постоперативна компликација као што је инконтиненција. Из тог разлога, фистулектомије се све више не сматраа „златним стандардом“. 

## Индикације
На основу смерница које је објавило Америчко удружење за хирургију дебелог црева и ректума (АСЦРС) 2016. године, једноставне и сложеније аналне фистуле треба лечити фистулотомијом или постављањем гумене траком, а фистулектомију примењивати само као секундарну опцију, када су се претходни третмани показали неуспешним.
Фистулектомија се може размотрити и код неаноректалних фистула, ако је она најбоља опција за уклањање оболелог меког ткива пацијента.

## Поступак
За аноректалне фистуле, хирург почиње идентификацијом унутрашњег и спољашњег отвора фистуле. Спољашњи отвор је обично на кожи пацијента и може се идентификовати на клиници. Унутрашњи отвор је унутар ануса и може се наћи само током аноректалног прегледа док је пацијент под анестезијом. Да би се прецизно маркирала фистула пре интервенције користи се металин плава боја или раствор пероксида као помоћ у овом процесу.
Када се пронађу отвори фистуле, провлачи се танка метална сонда. Користећи маказе или електрокаутер, хирург затим вади тунелски тракт. Након тога, хирург прегледа аналне сфинктере и затвара све дефекте који су направљени током процедуре. Рана се затим може оставити отвореном да зацели или затвара враћањем ткива у његов анатомски положај помоћу шавова. 

## Компликације
Као и свака хируршка интервенција и фистулектомија може бити праћена компликацијама у видује фекална инконтиненција.  Степен инконтиненције се може одредити коришћењем Векнеровог скора, што може омогућити хирурзима да прате прогресију инконтиненције након операције.
Као и код других операција, фистулектомија такође може изазвати друге компликације као што су крварење, одложено зарастање рана и инфекција. 